# Alfred Westarp
Alfred Westarp, pseudonyme de Victor Egon Frensdorf, est un musicologue allemand, né en 1882 et mort en 1946. 

## Biographie
Victor Egon Frensdorf, dont le pseudonyme était Alfred Westarp, était docteur ès sciences musicales de l'Université de Munich depuis 1907.
Il était  l'auteur de plusieurs ouvrages et études sur la musique, dont des essais sur Anton Bruckner.

## Publications
- Anton Bruckner Fünfte Symphonie : ihr Entwicklungsgedanke, Munich, 1907. [lire en ligne]
- Pelléas et Mélisande à Munich, Société internationale de musicologie, 1908.
- Peter Winter als Opernkomponist, 122 pages, Erlangen, 1908.
- Ancidetemi pur grievi : madrigal à 4 parties, transcription de Girolamo Frescobaldi, 1908.
- À la découverte de la musique japonaise, Bulletin de la Société franco-japonaise de Paris, 1911[4].
- Antoine Bruckner, l'homme et l'oeuvre, esquisse d'une caractéristique d'après des recherches personnelles inédites, Edition de la Renaissance contemporaine, 1911.
- L'âme des neuf symphonies d'Antoine Bruckner, Revue musicale de Lyon, 1911. [lire en ligne]
- Bruckner en Allemagne, Editions du courrier musical, 1911.
- Du sentiment musical, éléments de l'expression de l'âme par les sons, Société de psychologie, 1911.
- L’âme du folklore musical, 1913.
- Esquisse d’une psychologie de collaboration entre l’Extrême-Occident et l’Extrême-Orient, 1926.